# آلن مودی
آلن مودی (انگلیسی: Alan Moody؛ زادهٔ ۱۸ ژانویهٔ ۱۹۵۱) بازیکن فوتبال اهل بریتانیا است.
از باشگاه‌هایی که در آن بازی کرده‌است می‌توان به باشگاه فوتبال میدلزبرو و باشگاه فوتبال ساوتند یونایتد اشاره کرد.